# Pleudihen-sur-Rance
Pleudihen-sur-Rance är en kommun i departementet Côtes-d'Armor i regionen Bretagne i nordvästra Frankrike. Kommunen ligger i kantonen Dinan-Est som tillhör arrondissementet Dinan. År 2022 hade Pleudihen-sur-Rance 2 974 invånare.

## Befolkningsutveckling
Antalet invånare i kommunen Pleudihen-sur-Rance
Referens:INSEE